# Yell County
Yell County is een county in de Amerikaanse staat Arkansas.
De county heeft een landoppervlakte van 2.403 km² en telt 21.139 inwoners (volkstelling 2000). De hoofdplaats is Danville.